# Premios Buber
Los Premios Buber (del euskera: Buber sariak) se conceden a los "mejores sitios web o aplicaciones móviles vascos". Se entregan desde el año 2000, aunque tuvieron un parón entre el año 2004 y 2005. 

## Origen del nombre
Buber es el apodo o mote con el que se conoce en Internet a Blas Pedro Uberuaga,un hijo de pastores vascos emigrados a Idaho (Estados Unidos). Este físico creó en el año 1994, cuando tenía 23 años, la primera página web dedicada íntegramente al País Vasco.
Sus páginas fueron, durante muchos años, la principal referencia sobre cultura vasca que existía en Internet. Su web almacenaba en el año 1996 más de 20 megas sobre Euskadi.

## Reglamento
La Asociación Internet & Euskadi quien promueve, que pasan por un doble filtro: Las candidaturas primero se someten a una votación popular, de la que surgen entre 3 y 5 finalistas; estos finalistas son analizados por un plantel de juecesque determinan los ganadores en cada categoría. Según consta en su reglamento:

Pueden participar todos los proyectos publicados en páginas webs y/o blogs y/o aplicaciones web y/o aplicaciones móviles vascas, tanto particulares como comerciales e institucionales. La participación y premios está restringida a una única categoría por edición.

Y para valorar las candidaturas:

Los jueces tendrán en cuenta en su votación los siguientes criterios: 
- esfuerzo realizado,
- calidad artística y del diseño,
- estructuración,
- usabilidad,
- accesibilidad,
- visión de negocio o de servicio público, y
- riqueza del contenido.

## Categorías de los Premios Buber
Han variado ligeramente a lo largo de los años. Desde el año 2014 hasta el año 2017 fueron:
- Web o Proyecto en Euskera.
- Web o Proyecto Software libre.
- Web o Proyecto gastronomía y turismo.
- Web o Proyecto participación ciudadana.
- Web o Proyecto agro sector primario / Máquina Herramienta e Industria.
- Web o Proyecto Innovador.
- Web o Proyecto de Comercio.
- Web o Proyecto de Internacionalización o Empresarial.
- Web o Proyecto social (4º sector).

Entre los años 2018 y 2019 han sido:
- Web o Proyecto Cultura y Euskera.
- Web o Proyecto Software libre.
- Web o Proyecto Mujer y Tecnología.
- Web o Proyecto Juventud.
- Web o Proyecto Senior.
- Web o Proyecto Industria 4.0.
- Web o Proyecto de Participación ciudadana.

## Entidades y personas ganadoras
- Año 2014

| Web                                                                | Autoría               | País              | Provincia | Categoría                                              |
| ------------------------------------------------------------------ | --------------------- | ----------------- | --------- | ------------------------------------------------------ |
| http://www.baieuskarari.eus                                        | ¿?                    |                   |           | Euskera                                                |
| http://www.erlerobotics.com                                        | ¿?                    |                   |           | Software Libre                                         |
| https://www.nekatur.net                                            | https://www.veiss.com | Bandera de España | Álava     | Gastronomía y Turismo                                  |
| http://www.txapeldunak.com                                         | http://www.gurenet.es | Bandera de España | Vizcaya   | Participación ciudadana                                |
| http://www.llevamealhuerto.com                                     |                       |                   |           | Agro sector primario / Máquina herramienta e industria |
| https://web.archive.org/web/20170318063208/http://www.poyorock.es/ | http://www.gurenet.es | Bandera de España | Vizcaya   | Innovador                                              |
| https://web.archive.org/web/20190904005801/https://dastatu.es/     | ¿?                    |                   |           | Comercio                                               |
| https://www.factorco2.com                                          | http://www.gurenet.es | Bandera de España | Vizcaya   | Internacionalización o Empresarial                     |
| http://www.avifes.org/                                             | http://www.gurenet.es | Bandera de España | Vizcaya   | Social                                                 |

- Año 2015

| Web                                                                      | Autoría                   | País              | Provincia | Categoría                                              |
| ------------------------------------------------------------------------ | ------------------------- | ----------------- | --------- | ------------------------------------------------------ |
| http://www.domeinuak.eus                                                 | ¿?                        |                   |           | Euskera                                                |
| http://www.irontec.com                                                   | http://www.irontec.com    | Bandera de España | Vizcaya   | Software Libre                                         |
| http://www.enekosukaldari.com                                            | http://www.sukalmedia.com | Bandera de España | Vizcaya   | Gastronomía y Turismo                                  |
| https://web.archive.org/web/20180323100655/http://coartdonostia.com/     | ¿?                        |                   |           | Participación ciudadana                                |
| http://www.ulma.com                                                      | ¿?                        |                   |           | Agro sector primario / Máquina herramienta e industria |
| https://web.archive.org/web/20151207203852/http://12nubes.tieneblog.net/ | ¿?                        |                   |           | Innovador                                              |
| http://www.hunkydorylab.com                                              | ¿?                        |                   |           | Comercio                                               |
| http://www.orkestra.deusto.es                                            | ¿?                        |                   |           | Internacionalización o Empresarial                     |
| http://www.womansarea.net                                                | http://www.hamaikaweb.net | Bandera de España | Guipúzcoa | Social                                                 |

- Año 2016

| Web                               | Autoría                         | País              | Provincia | Categoría                                              |
| --------------------------------- | ------------------------------- | ----------------- | --------- | ------------------------------------------------------ |
| https://kaixomaitia.eus           | ¿?                              | Bandera de España | Guipúzcoa | Euskera                                                |
| http://moveontracker.org          | ¿?                              | Bandera de España | Guipúzcoa | Software Libre                                         |
| https://FundacionAbastos.com      | https://Parnet.es               | Bandera de España | Álava     | Gastronomía y Turismo                                  |
| https://www.goiener.com           | https://www.goienerelkartea.org | Bandera de España | Guipúzcoa | Participación ciudadana                                |
| http://baratzeparkea.ekogunea.eus | http://www.lotura.com/          | Bandera de España | Guipúzcoa | Agro sector primario / Máquina herramienta e industria |
| https://viparea.athletic-club.eus | http://wokomedia.com            | Bandera de España | Vizcaya   | Innovador                                              |
| http://misohinutricion.com        | ¿?                              | Bandera de España | Guipúzcoa | Comercio                                               |
| http://spiuk.com                  | http://www.gurenet.es           | Bandera de España | Vizcaya   | Internacionalización o Empresarial                     |
| https://aspanovasbizkaia.org      | http://www.e-soft.es            | Bandera de España | Vizcaya   | Social                                                 |

- Año 2017

| Web                                                                                     | Autoría                    | País              | Provincia | Categoría                                              |
| --------------------------------------------------------------------------------------- | -------------------------- | ----------------- | --------- | ------------------------------------------------------ |
| https://euskalmoji.eus Archivado el 7 de mayo de 2018 en Wayback Machine.               | ¿?                         | Bandera de España | Vizcaya   | Euskera                                                |
| http://www.saregune.net/es                                                              | Saregune                   | Bandera de España | Álava     | Software Libre                                         |
| https://www.sehacecaminoalandar.com                                                     | http://www.gonzaloiza.com  | Bandera de España | Guipúzcoa | Gastronomía y Turismo                                  |
| https://www.vosteuskadi.org                                                             | Luis Ángel Ortega          | Bandera de España | Vizcaya   | Participación ciudadana                                |
| http://www.rutadelvinoderiojaalavesa.com                                                | ¿?                         | Bandera de España | Álava     | Agro sector primario / Máquina herramienta e industria |
| https://smartsnack.e-jerky.com Archivado el 21 de diciembre de 2018 en Wayback Machine. | ¿?                         | Bandera de España | Vizcaya   | Innovador                                              |
| https://www.supersonido.es                                                              | http://www.gurenet.es      | Bandera de España | Vizcaya   | Comercio                                               |
| http://www.extraproducciones.com                                                        | ¿?                         | Bandera de España | Badajoz   | Internacionalización o Empresarial                     |
| https://mujeresconciencia.com                                                           | http://inerciacreativa.com | Bandera de España | Vizcaya   | Social                                                 |

- Año 2018

| Web                                | Autoría                   | País              | Provincia | Categoría               |
| ---------------------------------- | ------------------------- | ----------------- | --------- | ----------------------- |
| https://euskaraldia.eus            | http://frikitek.com/      | Bandera de España | Vizcaya   | Cultura y Euskera       |
| http://www.librecon.io             | ¿?                        | Bandera de España | Vizcaya   | Software Libre          |
| https://womansarea.net             | http://www.hamaikaweb.net | Bandera de España | Guipúzcoa | Mujer y Tecnología      |
| https://arabatxo.eus               | https://Parnet.es         | Bandera de España | Álava     | Juventud                |
| http://kwido.com                   | http://www.ideable.net    | Bandera de España | Vizcaya   | Sénior                  |
| https://www.podcastindustria40.com | ¿?                        | Bandera de España | Madrid    | Industria 4.0           |
| https://theglocal.network          | ¿?                        | Bandera de España | Vizcaya   | Participación ciudadana |

- Año 2019

| Web                                                                          | Autoría               | País              | Provincia | Categoría               |
| ---------------------------------------------------------------------------- | --------------------- | ----------------- | --------- | ----------------------- |
| https://fundacion4pmenos.com/eu/                                             | http://               | Bandera de España | Vizcaya   | Cultura y Euskera       |
| https://es.wikipedia.org/wiki/Wikiproyecto:Mujeres/Wikimujeres/WikiEmakumeok |                       | Bandera de España | Álava     | Software Libre          |
| https://inspirasteam.net/                                                    | http://               | Bandera de España | Guipúzcoa | Mujer y Tecnología      |
| https://kaixomundua.eus/                                                     | https://              | Bandera de España | Álava     | Juventud                |
| http://www.ostomizadosargia.com/es/                                          | http://www.gurenet.es | Bandera de España | Vizcaya   | Sénior                  |
| https://theglocal.network/company/empresa-liquida                            |                       | Bandera de España | Madrid    | Industria 4.0           |
| http://docemiradas.net/                                                      |                       | Bandera de España | Vizcaya   | Participación ciudadana |
| https://ehu.academia.edu/JosuAramberri                                       |                       | Bandera de España | Vizcaya   | Premio honorífico       |